# Orde de les Filles de l'Acàcia
L'Orde de les Filles de l'Acàcia (en castellà: Orden de las Hijas de la Acacia) és una institució maçònica amb seu a Cuba, que està constituïda exclusivament per dones, i és totalment autònoma, està basada en els postulats de la francmaçoneria universal, però amb una reglamentació i una litúrgia pròpies.

## Fundació
Va ser durant la dècada dels anys 1930, quan Gabriel García Galán, de llarga i brillant trajectòria maçònica, va somiar amb incorporar a la dona a l'obra maçònica de l'home, i una vegada convençut del valor de la seva idea, va lluitar incansablement fins a fer-la realitat, ja que veia en la dona, un símbol de grandesa inefable, que la feia mereixedora d'incorporar-la sense interferència a les diferents tasques dins de la institució tradicionalista. Després de haver meditat, després de portar a terme, un profund estudi sobre la justa interpretació dels postulats de la maçoneria, i respectant sense transgredir els antics límits, va preparar una ben estudiada moció sobre el seu projecte: crear una institució paramaçònica, constituïda exclusivament per dones i totalment autònoma, que estigués basada en els postulats de la maçoneria universal, però amb una reglamentació i amb una litúrgia pròpia. Després d'estudiar-la, va presentar aquesta ponència, durant la sessió semestral de la Gran Lògia de Cuba de l'any 1936, la moció que va ser acceptada per majoria.
Per dur a terme la seva obra, el fundador havia cercat un nom simbòlic: "Les Filles de l'Acàcia". Es va escollir la data del diumenge 21 de març, efemèride gloriosa del natalici del distingit francmaçó mexicà, don Benito Juárez, el benemèrit de les Amèriques, per tal d'implementar aquest acord de l'alta cambra maçònica, i fundar aquesta associació, i dur a terme els seus fonaments i propòsits. A les 5:00 de la tarda en la "catedral escocesa" de la ciutat de l'Havana, i sota la protecció de gairebé tot el suprem consell del grau 33 de la República de Cuba, va néixer amb una profunda emoció, per part dels allà presents, l'Orde de les "Filles de l'Acàcia", un grup inicial de 43 dones plenes d'entusiasme i esperança.
Al costat del seu fundador, hi havien els seus col·laboradors més directes, que li van oferir el seu suport, també donaren suport al nou orde, les lògies maçòniques: "Amèrica", "Lazos de Unión", "Guaicanamar" i d'altres. Així va ser com va quedar fundada l'Orde paramaçònica de les "Filles de l'Acàcia" a Cuba, les seves lògies son formades exclusivament per dones al servei dels mateixos ideals de la francmaçoneria universal. Aquestes logies femenines tanmateix, son totalment independents de les lògies masculines, doncs tenen els seus propis rituals, graus, signes, i paraules de reconeixement. Per tal de complir amb els manaments de l'Orde maçònic, no admeten en els seus treballs, a germans maçons de cap mena o condició, tret de que es tracti de reunions conjuntes, també anomenades "tingudes blanques".
Al cap de sis anys d'haver estat fundat l'Orde, el 21 de març de 1943, sorgeix el gran consell com organisme rector, i amb ell la primera gran gentil mentora, el seu nom era; donya Piedad Reinhart Núñez, i amb ella estaven les grans funcionàries. Moltes dones valuoses, van destacar dins de la institució, i totes elles, van deixar-hi la seva petjada inoblidable. En total hi ha hagut 18 grans gentils mentores de l'Orde, i totes han oferit a l'Orde, la seva aportació positiva.

## Evolució
L'Orde va passar per anys crítics, es van abatre columnes en algunes lògies, i es va produir un total distanciament amb les lògies de l'exterior. Tanmateix l'any 1995 va començar a veure's un renaixement en aquesta institució femenina, amb un increment d'iniciacions de dones joves que en la seva majoria són professionals, l'entusiasme de les quals, unit a l'experiència de les germanes més grans, donen noves forces a la institució.
Com una via per incrementar la instrucció en les lògies, l'any 1996 es va aprovar la moció presentada per la Lògia "Hijas de la Acacia Nº25" d'Arroyo Naranjo a la ciutat de l'Havana per a crear l'Acadèmia Cubana d'Alts Estudis Acacistes "Leonor Valdés Barrabí", que es va fundar en el dia 27 de desembre de 1996, institució que promou els estudis, les recerques i les conferències sobre el simbolisme, la història, la ciència, les arts i la jurisprudència. La seva primera presidenta va ser María Elena Reyes Ávila, que conjuntament amb les vuit acadèmiques també fundadores van impulsar els primers passos i les bases de tant important òrgan d'instrucció.
El març de l'any 2001 va passar a ocupar el càrrec de presidenta d'aquesta Acadèmia Na Mirta López Almiral en ser triada Na María Elena Reyes Ávila com a Gran Gentil Mentora de la Institució Acacista. Durant el seu mandat; va consagrar la Lògia "Hijas de la Acacia Nº106" de Sagua la Grande en la província de Villa Clara i va aconseguir restablir relacions fraternals amb les Lògies d'Amèrica Central entre les quals es relacionen tres que van sorgir com a filials de la Lògia de Guatemala que van ser constituïdes en el Departament de San Marcos a Guatemala, El Salvador i Hondures.

## Reglament
L'Orde "Filles de l'Acàcia" estableix entre les seves membres el següent reglament:
1)- Seran dones lliures de bons costums i correcta conducta moral, entre 18 i 60 anys per a la seva iniciació, amb solvència econòmica que li permeti pagar les seves quotes, despeses socials i altres contribucions sense sacrifici.
2)- No pertanyerà a l'Acacisme, qui no se senti bona mare, bona esposa, bona filla o bona germana, perquè malament pot voler a la seva germana d'ideals, qui no vegi en la família, la base fonamental de la vida dels pobles.
3)- Prestaran el seu concurs a tota empresa que sigui en benefici de l'educació i de la instrucció per a combatre la ignorància que és font de grans mals per a la humanitat.
4)- Destaquen les virtuts i poleixen les personalitats per eliminar les baixes passions com l'odi, les enveges, les incomprensions, etc, portant-les pel camí de l'amor; practiquen la caritat desinteressada amb la finalitat d'aconseguir la pau. D'aquí sorgeix el tríptic que porten en el seu emblema: "Pau, Amor i Caritat", a més que fan seus els principis de "Llibertat, Igualtat i Fraternitat".
5)- No es tracten en les seves sessions temes relacionats amb la política o amb la religió.
6)- Són exigents en acceptar la iniciació d'una profana, prefereixen sempre la qualitat a la quantitat, fent-los saber el compromís que contreuen en iniciar-se en l'Orde, a la qual han de venir a donar el millor de si i a complir amb els seus estatuts i reglament.
7)- Ressalten els valors humans, l'amor a la pàtria i el respecte a les lleis del país.